# 高溫超導
高溫超導（英語：High-temperature superconductivity，High Tc）是一種物理現象，指一些具有較其他超導物質相對較高的臨界溫度的物質在液態氮的環境下產生的超導現象。

## 性質
高溫超導體（High-temperature superconductors）是超導物質中的一種族類，具有一般的結構特徵以及相對上適度間隔的銅氧化物平面。它們也被稱作銅氧化物超導體。此族類中一些化合物中，超導性出現的臨界溫度是已知超導體中最高的。
不同銅氧化物在常態（以及超導態）性質之間具有共同的特徵；這些性質中，許多無法以金屬的傳統理論來解釋。銅氧化物的一致性理論至今尚不存在，這項問題是未知的領域，觸發了許多實驗方面與理論方面的研究工作；使得搞懂這個現象背後的物理學原理，反而遠超過開發出室溫超導體這項目標。

## 歷史

各类超导体的发现年份与超导临界温度一览。

銅氧化物超導體在實驗上是由卡爾·米勒及約翰內斯·貝德諾爾茨首度發現，不久兩人的研究成果即受到1987年諾貝爾物理學獎的肯定。
1987年，來自臺灣的美國物理學家吳茂昆和朱經武在釔鋇銅氧系材料上把临界超导温度提高到90K以上，液氮的“温度壁垒”（77K）也被突破了。根據權威的科學引文索引資料庫Web of Science，由吳茂昆為第一作者（共同作者包括休士頓大學朱經武）的論文"Superconductivity at 93 K in a new mixed-phase Y-Ba-Cu-O compound system at ambient pressure （页面存档备份，存于）"自1987年3月於美國物理學會期刊《物理評論快報》發表以來，截至2018年已獲期刊論文引用超過五千多次，這篇史上第一次超越液態氮沸點「溫度壁壘」（77K, 絕對零度以上）而將超導溫度從30K提升到90K（攝氏零下183度）以上的研究突破自1911年後七十多年的物理學研究瓶頸，為臨界溫度高於77K的材料稱為高溫超導體下了定義，不但於當年獲矚目，也被指為超導體領域30年來最重要的先驅之一，吳茂昆團隊的發現對爾後超導體的科學與商業應用頗具影響。1987年底，铊－钡－钙－铜－氧系材料又把临界超导温度的记录提高到125K。从1986年－1987年的短短一年多的时间里，临界超导温度提高了近100K。
2015年，物理學者發現，硫化氫在極度高壓的環境下(至少150GPa，也就是約150萬標準大氣壓)，約於溫度203K （-70 °C）時會發生超導相變。
2018年，德国化学家发现十氢化镧在压力170GPa，温度250K（-23℃） 下有超导性出现。
2020年，罗切斯特大学的朗加·迪亚斯（Ranga Dias）团队合成了含碳硫化氢系统（carbonaceous sulfur hydride），在267±10GPa的压力下，最大临界温度达到287.7±1.2K（约15℃），使得超导临界温度首次达到室温，但2022年遭遇期刊撤稿。。2023年，该团队宣称在一种由氢、氮、镥组成的材料中实现了室温超导，且压力相对较低，约10kbar（约大气压力的 10000 倍），远低于在室温工作的超导通常所需要的数百万个大气压。

## 可能的理论模型
高温超导和非常规超导有两种具有代表性的理论。首先，弱耦合理论表明超导性源于掺杂系统中的反铁磁自旋涨落。根据这个理论，铜酸盐高温超导的配对波函数应该具有 dx2-y2 对称性。因此，确定配对波函数是否具有 d 波对称性对于测试自旋波动机制至关重要。也就是说，如果高温超导 阶参数（配对波函数）不具有 d 波对称性，则可以排除与自旋涨落相关的配对机制。 （铁基超导体也有类似的论证，但不同的材料特性允许不同的配对对称性。） 其次，存在层间耦合模型，根据该模型，层状结构由 BCS 型（s 波对称）超导体组成可以自行增强超导性。 通过在每层之间引入额外的隧道相互作用，该模型成功地解释了阶参数的各向异性对称性以及 高温超导的出现。因此，为了解决这个悬而未决的问题，进行了大量的实验，如光电子能谱、核磁共振、比热测量等。 迄今为止的结果是模棱两可的，一些报道支持 高温超导的 d 对称性，而另一些报道支持 s对称。这种浑浊的情况可能源于实验证据的间接性质，以及样品质量、杂质散射、孪晶等实验问题。
这个总结做了一个隐含的假设：超导特性可以通过平均场理论来处理。它也没有提到除了超导间隙之外，还有第二个间隙，伪间隙。铜酸盐层是绝缘的，超导体掺杂了层间杂质，使它们成为金属。可以通过改变掺杂剂浓度来最大化超导转变温度。最简单的例子是 La2CuO4，它由交替的 CuO2 和 LaO 层组成，纯时绝缘。当 8% 的 La 被 Sr 取代时，后者充当掺杂剂，为 CuO2 层提供空穴，并使样品具有金属性。 Sr 杂质还充当电子桥，实现层间耦合。从这张图片出发，一些理论认为基本的配对相互作用仍然是与声子的相互作用，就像在具有库珀对的传统超导体中一样。虽然未掺杂的材料是反铁磁性的，但即使是百分之几的杂质掺杂剂也会在 CuO2 平面中引入较小的赝隙，这也是由声子引起的。间隙随着电荷载流子的增加而减小，并且当它接近超导间隙时，后者达到最大值。然后认为高转变温度的原因是由于载流子的渗透行为 - 载流子遵循锯齿形渗透路径，主要在 CuO2 平面的金属域中，直到被电荷密度波畴壁阻挡，在那里它们使用掺杂剂桥跨越到相邻 CuO2 平面的金属域。当主晶格具有弱键弯曲力时达到转变温度最大值，这会在层间掺杂剂处产生强电子 - 声子相互作用。 

### YBCO 中的 D 对称性
提出了基于 YBa2Cu3O7 (YBCO) 三晶环通量量化的实验，以测试高温超导中有序参数的对称性。当库珀对穿过约瑟夫森结或薄弱环节时，最好在结界面处探测顺序参数的对称性。 预计半整数通量，即自发磁化只能发生在 d 个对称超导体的结上。但是，即使结实验是确定高温超导阶参数对称性的最强方法，结果也很模糊。 J. R. Kirtley 和 C. C. Tsuei 认为模棱两可的结果来自高温超导内部的缺陷，因此他们设计了一个同时考虑清洁极限（无缺陷）和脏极限（最大缺陷）的实验。 在实验中，在 YBCO 中清楚地观察到自发磁化，这支持了 YBCO 中有序参数的 d 对称性。但是，由于 YBCO 是正交的，它可能固有地混合了 s 对称性。因此，通过进一步调整他们的技术，他们发现 YBCO 中存在约 3% 的 s 对称性混合物。 ]此外，他们发现在四方 Tl2Ba2CuO6 中存在纯 dx2-y2 阶参数对称性。 

### 自旋波动机制
尽管这些年来，高温超导的机制仍然存在很大争议，主要是由于缺乏对这种强相互作用电子系统的精确理论计算。然而，大多数严格的理论计算，包括现象学和图解方法，都将磁涨落作为这些系统的配对机制。定性解释如下：
在超导体中，电子流不能分解为单个电子，而是由许多束缚电子对组成，称为库珀对。在传统的超导体中，当一个电子穿过材料使周围的晶格扭曲时，就会形成这些电子对，从而吸引另一个电子并形成束缚对。这有时被称为“水床”效应。每个库珀对都需要一定的最小能量才能被置换，如果晶格中的热波动小于这个能量，则该对可以在不耗散能量的情况下流动。电子无阻力流动的这种能力导致了超导性。
在高 Tc 超导体中，其机制与传统超导体极为相似，不同之处在于，在这种情况下，声子实际上不起作用，它们的作用被自旋密度波取代。正如所有已知的常规超导体都是强声子系统一样，所有已知的高 Tc 超导体都是强自旋密度波系统，位于磁跃迁附近，例如反铁磁体。当电子在高 Tc 超导体中移动时，它的自旋会在其周围产生自旋密度波。这种自旋密度波反过来导致附近的电子落入由第一个电子产生的自旋凹陷（再次水床效应）。因此，再次形成了 Cooper 对。当系统温度降低时，会产生更多的自旋密度波和库珀对，最终导致超导。请注意，在高 Tc 系统中，由于库仑相互作用，这些系统是磁性系统，因此电子之间存在强大的库仑排斥。这种库仑排斥阻止了库珀对在同一晶格位点上的配对。结果，电子的配对发生在邻近的晶格位置。这就是所谓的 d 波配对，其中配对状态在原点有一个节点（零）。

## 例子
高溫超導銅氧化物超導體包括YBCO（釔-鋇-銅-氧化合物）等，都是著名的突破液氮的「溫度壁壘」（77K）的材料。
| 溫度 （開爾文） | 材料                                     | 超导体種類     |
| --------------- | ---------------------------------------- | -------------- |
| 300             | 常溫（27℃/80.6℉）                        |                |
| 278             | H2S·CH4（含碳硫化氢系统，267±10 GPa高压) | 含碳硫化氢系统 |
| 250             | LaH10（十氢化镧，170 GPa高压)            | 氢基           |
| 203             | H2S (150 GPa高压)                        | 氢基           |
| 195             | 乾冰的昇華點                             |                |
| 138             | Hg 12Tl 3Ba 30Ca 30Cu 45O 127            | 銅氧化物       |
| 110             | Bi 2Sr 2Ca 2Cu 3O 10（BSCCO）            | 銅氧化物       |
| 92              | YBa 2Cu 3O 7（YBCO）                     | 銅氧化物       |
| 77              | 液態氮的沸點                             |                |
| 43              | SmFeAs(O,F)                              | 鐵基           |
| 41              | CeFeAs(O,F)                              | 鐵基           |
| 26              | LaFeAs(O,F)                              | 鐵基           |
| 20              | 液態氫的沸點                             |                |
| 18              | Nb 3Sn                                   | 金屬低溫       |
| 10              | NbTi                                     | 金屬低溫       |
| 4.2             | Hg（汞）                                 | 金屬低溫       |
| 1.7             | C（以1.1度的偏转夹角相叠的两层石墨烯）   | 石墨烯超导     |